# 생일 파티 (영화)
《생일 파티》(영어: The Birthday Party)는 영국에서 제작된 윌리엄 프리드킨 감독의 1968년 네오누아르 드라마 영화이다. 해럴드 핀터의 1957년 희곡 "생일 파티"에 기반을 두었다. 로버트 쇼 등이 출연하였고, 맥스 로젠버그 등이 제작에 참여하였다.
이 영화는 희곡 "생일 파티"의 팬이었던 프리드킨 감독이 열정을 다해 만든 프로젝트이며 감독 자신은 개봉 이후 이 영화에 대해 뿌듯함을 느꼈으나 박스 오피스에서는 실망감을 안겨주었다.

## 출연
- 로버트 쇼
- 패트릭 매기
- 댄디 니컬스
- 시드니 태플러
- 몰트리 켈솔
- 헬렌 프레이저

## 기타 제작진
- 미술: 에드워드 마셜